# Коммунист (пароход, 1891—1942)
«Коммунист» (1891 — февраль 1942) (до 1906 года «Regimen», до 1918 года «Михаил Лунд») — бывший английский грузовой пароход «Regimen», который с 1906 года ходил под русским флагом и после Октябрьской социалистической революции, с 1918 года ходил под Советским флагом.

## Тактико-технические данные[1]
- Полная вместимость: 1943 БРТ.
- Дедвейт: 2400 тонн.
- Размеры: 83,96×11,64×5,79 метра.
- ГЭУ котло-машинная: 910 л. с.
- Скорость: 8 узлов (в 1941 году не более 6 узлов).
- Экипаж: 34 человека.

## Короткая справка
Построен в 1891 году на верфи «Sunderland Shipbuilding Co Ltd», Сандерленд, Великобритания. С 1906 года ходил под русским флагом. В 1915 г. мобилизован и зачислен в состав Балтийского флота в качестве транспорта. В 1918 году участвовал в Ледовом походе Балтийского флота. В мае 1918 года сдан на хранение в порт. 21 июня 1918 года расконсервирован и введён в строй в качестве парохода.
В 1922 году передан Черноморскому пароходству и совершил переход из Петрограда в Одессу через Атлантический океан. Прошёл капитальный ремонт в 1923-1924 годах. С 14 января 1942 года числился в составе Черноморского флота в качестве транспорта. Погиб 24 февраля 1942 года во время шторма на переходе из Новороссийска в Севастополь, имея на борту 1878 тонн военных грузов.
По сообщениям СМИ остов парохода обнаружен в июле 2012 года глубоководной археологической экспедицией "Берег богов" на траверзе мыса Ай-Тодор (район посёлка Гаспра, Крым) на глубине 113 метров.

### В составе балтийского пароходного флота Царской России, как пароходСеверного общества
Балтийский торговый флот в 1906 году. Обращаясь прежде всего к балтийскому пароходному фоту, можно констатировать некоторый рост его, который произошёл, преимущественно, благодаря увеличению флота Северного пароходного общества. Общество это вновь приобрело пароходы: «Григорий Мерк» (? т), «Иван Азбелев» (1056 т), «Александр Камбауров» (1682 т), «Александр Венцель» (1816 т), «Эдуард Барри» (1048 т), «Михаил Лунд» (1236 т), «Николай Белоцветов» (1180 т), «Граф Строганов» (1954 т) и «Петр Берг» (2172 т). Северное общество и в 1906 г. содержало срочную линию С.-Петербург — Рига — Лондон — Гуль, причём во время закрытия с.-петербургского порта зимой пароходы доходили только до Риги. На этой линии плавали сначала пароходы «Алексей Мерк», «Пётр Мерк», «Пётр Мельников» и пароход г. Радау «Амур», но, мало по малу, они были заменены пароходами большей вместимости: «Консул Торсэ», «Эдуард Барри», «Иван Азбелев», «Михаил Лунд» и «Николай Белоцветов», которые плавали на этой линии до конца года.
Согласно сведениям о плавании балтийских судов, взятых из печатного издания тех времён журнала «Русское Судоходство», пароход «Михаил Лунд» числился пароходом Северного общества с мая 1906 года и журнал прослеживает до 1910 года включительно:
- За май 1906 года: из пароходов Северного общества… «Александр Камбуров» пришёл из Новороссийска в С.-Петербург; «Михаил Лунд» отправился из Азовского моря туда же…[5]
- За июнь 1906 года: из пароходов Северного общества… «Александр Комбауров», пришедший из Мариуполя в С.-Петербург, вышел оттуда в Улеаборг, чтобы взять там груз; «Михаил Лунд» пришёл тоже из Мариуполя в С.-Петербург…[6]
- За август — октябрь 1906 года: из пароходов Северного общества… «Пётр Мельников», «Эдуард Барри», «Николай Белоцветов», «Консул Торсэ», «Михаил Лунд» содержали рейсы по круговой линии Лондон — Гулль — С.-Петербург — Рига…[7][8]
- За октябрь 1906 года: из пароходов Северного общества… «Иван Азбелев», «Эдуард Барри», «Николай Белоцветов», «Михаил Лунд» и «Консул Торсэ» содержали рейсы на круговой линии Лондон — Гуль — С.-Петербург — Рига…[9]
- За ноябрь 1906 года: из пароходов Северного общества… «Иван Азбелев», «Эдуард Барри», «Консул Торсэ», «Михаил Лунд» и «Николай Белоцветов» продолжали плавание на круговой линии Лондон — Гуль — С.-Петербург — Рига; после закрытия навигации в с.-петербургском порте, «Иван Азбелев» из Гуля пришёл в Ревель, а «Николай Белоцветов» в Либаву. «Пётр Мерк» и «Пётр Мельников» плавали между нашими портами и портами Северного моря.[10]
- За декабрь 1906 года: из пароходов Северного общества… «Иван Азбелев», «Михаил Лунд», «Эдуард Барри», «Консул Торсэ» и «Николай Белоцветов» продолжали плавание на линии Лондон — Гулль — Рига, причём, однако, последний пароход отправился из Гуля не в Ригу, а в Либаву, оттуда в Лондон, а затем в Нью-Кэстль, где принимает груз в Средиземное море…[11]
- За январь 1907 года: из пароходов Северного общества… «Пётр Мерк» пришёл из Нейфарвассера в Либаву, где взял груз в Лондон, откуда отправился далее в Сванзи и Кардифф; «Пётр Мельников» ушёл с грузом из Риги в Англию; остальные пароходы — «Иван Азбелев», «Эдуард Барри», «Михаил Лунд» и «Консул Торсэ» продолжали обычное плавание на линии Лондон — Гулль — Рига, причём, однако, в виду закрытия Рижского порта льдами, вынуждены были заходить в Либаву и выгружать назначенный для Риги груз в Виндаве.[12]
- За март 1907 года: из пароходов Северного общества… «Николай Белоцветов», «Консул Торсэ», «Эдуард Барри», «Иван Азбелев», «Михаил Лунд» плавали между нашими портами и английскими, при чём, однако, не придерживались всегда правильных рейсов Либава (Виндава) — Лондон — Гулль, а делали также рейсы из Виндавы в другие порты Англии, на возвратном же пути заходили отчасти в немецкие порты Балтийского моря, а «Иван Азбелев» пришел из Англии в Ригу с грузом каменного угля.[13]
- За апрель 1907 года: из пароходов Северного общества… «Иван Азбелев», «Консул Торсэ», «Михаил Лунд»], «Николай Белоцветов» и «Эдуард Барри» содержали по-прежнему рейсы (до открытия С.-Петербургского порта) Лондон — Гуль — Рига…[14]
- За май, июнь, июль и август 1907 года: из пароходов Северного общества… «Иван Азбелев», «Консул Торсэ», «Михаил Лунд», «Николай Белоцветов» и «Эдуард Барри» содержали по прежнему рейсы по линии Лондон — Гуль — Рига — С.-Петербург…[15]
- За сентябрь 1907 года: из пароходов Северного общества… «Консул Торсэ», «Михаил Лунд», «Николай Белоцветов» и «Эдуард Барри» содержали по прежнему рейсы по линии Лондон — Гулль — С.-Петербург; в Ригу они более не заходят, но на пути из С.-Петербурга в Лондон часто в Регель; «Иван Азбелев», занятый до сих пор рейсами по той же линии, в течение сентября пришёл с грузом каменного угля из Англии в Пиллау и затем отправился в Ригу, где взял груз льна в Лондон.[16]
- За декабрь 1907 года: из пароходов Северного общества… «Консул Торсэ», «Иван Азбелев», «Михаил Лунд», «Николай Белоцветов» и «Эдуард Барри» содержали, как и прежде, рейсы между Лондоном и Гуллем с одной, и нашими балтийскими портами с другой стороны, причём, однако, после закрытия с.-петербургского порта рейсы эти производились не с обыкновенной правильностью: так, например, «Консул Торсэ» отправился из Ревеля в Гулль без захода в Лондон, а «Иван Азбелев», находившийся к концу года в Риге, грузился там в Гент.[17]
- За февраль — март 1908 года: из пароходов Северного общества, плавающих на балтийско-английской линии, «Консул Торсэ» после ремонта в Копенгагене пришёл в Блит и сделал оттуда рейс в Данциг, и обратно в Лондон, «Николай Белоцветов» ремонтируется в Эльзенере, «Иван Азбелев», «Эдуард Барри» и «Михаил Лунд» содержали сообщение между Ригой, Ревелем, Виндавой и Лондоном.[18]
- За апрель 1908 года: из пароходов Северного общества, плавающих по балтийско-английской линии, «Иван Азбелев» пришёл первым в С.-Петербург; «Михаил Лунд», по последним сведениям, был в Ревеле, «Консул Торсэ» на пути из Англии в С.-Петербург, или, может быть, уже прибыл сюда; «Николай Белоцветов» в Гуле; «Эдуард Барри», кажется, на пути из Лондона в С.-Петербург.[19]
- За март 1909 года: из пароходов Северного общества, плавающих на линии С.-Петербург — Лондон — Гулль, «Николай Белоцветов» находился ещё в Риге, «Михаил Лунд» из Копенгагена вышел в Ньюкэстль и оттуда, по газетным сведениям, в Лондон, остальные плавали между портами Балтийского и Северного морей, причём, по последним сведениям, «Эдуард Барри» пришёл из Лондона в Копенгаген, «Иван Азбелев» отправился из Кенигсберга в Англию, а «Консул Торсэ» на пути из Лондона в Ригу в Рижском заливе застрял во льду, в котором сидел, кажется, более недели.[20]
- За апрель 1909 года: из пароходов Северного общества, плавающих на линии С.-Петербург — Лондон, «Николай Белоцветов» отправился из Риги в Дюнкерк, а затем взял в Англии груз каменного угля для С.-Петербурга; «Михаил Лунд» пришёл из Лондона в С.-Петербург; «Консул Торсэ» и «Эдуард Барри» ушли из Копенгагена — первый в Лондон, второй в Ньюкестль; «Иван Азбелев» сделал рейс из Англии в Данию с каменным углем, а затем взял в Англии такой же груз в С.-Петербург.[21]
- За май 1909 года: из пароходов Северного общества… по линии С.-Петербург — Лондон — Гулль пока только один из плавающих на этой линии пароходов взял груз в Лондон, между тем, как остальные отправились в иные порты Северного моря.[22]
- За август 1909 года: отсутствуют сведения о пароходе «Михаил Лунд» в журнале «Русское Судоходство», 1909, № 10, раздел «Судоходная хроника»[23]
- За октябрь 1909 года: из пароходов Северного общества… «Иван Азбелев», «Михаил Лунд» и «Николай Белоцветов» между нашими портами Балтийского моря и портами Северного моря.[24]
- За ноябрь 1909 года: из пароходов Северного общества… «Николай Белоцветов» отправился из Англии в Бильбао (Северная Испания), «Иван Азбелев», находился в Либаве, а «Михаил Лунд» на пути из Англии в Копенгаген.[25]
- За декабрь 1909 года и январь 1910 года: из пароходов Северного общества… «Иван Азбелев» и «Михаил Лунд» плавали между портами Северного и Балтийского морей.[26][27]
- За февраль 1910 года: из пароходов Северного общества… «Иван Азбелев» и «Михаил Лунд» плавали, по прежнему, между нашими портами и портами Северного моря, причём брали груз в Виндаве и Риге для Лондона…[28]
- За март-апрель 1910 года: из пароходов Северного общества… «Иван Азбелев» и «Михаил Лунд» в марте 1910 года плавали по Балтийскому и Северному морю, причём последний рейс «Иван Азбелев» сделал из Риги в Лондон, а «Михаил Лунд» из Риги в Роттердам…[29] «Михаил Лунд» в апреле взял в Роттердаме груз в Средиземное море (Воло)…[30]

### В составе Балтийского флота царской России
В 1915 году пароход «Михаил Лунд» мобилизован и зачислен в состав Балтийского Флота в качестве транспорта.

### После Октябрьской социалистической революции и до Великой Отечественной войны
В феврале-мае 1918 года участвовал в Ледовом походе Балтийского флота.

В мае 1918 года пароход сдан на хранение в порт.
21 июня 1918 года расконсервирован и введен в строй в качестве парохода.
Из мемуаров А. Смирнова «Сквозь кольцо блокады»: «К осени 1918 года мы уже могли выставить для заграничных рейсов девятнадцать пароходов, в том числе „Коммунист“ (бывший „Михаил Лунд“)…»
В 1922 году передан Черноморскому пароходству и совершил переход из Петрограда в Одессу через Атлантический океан. Прошёл капитальный ремонт в 1923—1924 годах.

### В годы Великой Отечественной войны
С началом Великой Отечественной войны пароход был задействован в перевозке военных грузов и людей. Вот пример одного из рейсов:

  «6 ноября теплоход вышел очередным рейсом из Новороссийска в Севастополь, имея за собой в кильватере пароход „КОММУНИСТ“. Не успели суда оказаться в открытом море, как пришлось объявить воздушную тревогу. Дружными залпами встретили зенитчики с палубы теплохода „ВОРОШИЛОВ“ вражеские самолёты, и они, безрезультатно покружившись над судами, убрались восвояси. В тот день у моряков была ещё одна встреча с фашистскими самолётами. У мыса Сарыч неожиданно со стороны берега на высоте 50—60 метров вырвались два торпедоносца. „ВОРОШИЛОВ“ открыл огонь. Самолёты развернулись для атаки. Первый заход на теплоход, второй — на „КОММУНИСТ“. На нём нет вооружения, прикрывает его своим огнём „ВОРОШИЛОВ“. Две торпеды прошли мимо. В воздухе появились наши самолёты, завязывается воздушный бой. Караван судов в это время идёт к Севастополю.

Разгрузившись в Севастополе, на рассвете 7 ноября началась погрузка ценного оборудования Севастопольского завода. Вражеская авиация совершает массированные налёты на город и порт.»
В начале 1942 года перед транспортными судами Черноморского бассейна была поставлена новая задача: обеспечить бесперебойную доставку военных грузов Крымскому фронту. Пункты приёма этих грузов находились в Феодосии, Керчи и Камыш-Буруне.
С 14.I.1942 года числился в составе Черноморского Флота в качестве транспорта.
О фактах плохой охраны и гибели транспортных судов в феврале 1942 года доведено до сведения начальника Генерального штаба маршала Советского Союза товарища Шапошникова и Народного комиссара Военно-морского флота адмирала товарища Кузнецова. Однако и после этого суда продолжают гибнуть по тем же причинам.
Транспорт «Коммунист» был направлен из Новороссийска в Севастополь с грузом ВВС без всякой охраны и конвоя — вышел из Новороссийска 19 февраля и должен был прийти в Севастополь 23 февраля, но бесследно исчез. Через несколько дней транспорт «Восток», следуя в Севастополь, встретил шлюпку с двумя обледеневшими трупами членов экипажа транспорта «Коммунист».

## Подводная экспедиция к затонувшему пароходу
По сообщениям СМИ остов парохода обнаружен в июле 2012 года глубоководной археологической экспедицией «Берег богов» на траверзе мыса Ай-Тодор (район посёлка Гаспра, Крым) на глубине 113 метров. Директор «Черноморского центра подводных исследований» Сергей Воронов рассказал, что о том, где находится корабль, сообщили аквалангисты. Пароход был идентифицирован по ряду особенностей конструкции. Глубина затопления — 113 метров — спасла судно от разграбления. Теплоход вёз самолёты, бронетехнику и артиллерийское вооружение, всё это могло сохраниться в хорошем состоянии и по сей день. «В этом году (2013-м) специалисты „Черноморского центра подводных исследований“ планируют совершить подводную экспедицию к месту гибели парохода „Коммунист“, который затонул недалеко от Севастополя в 1942 году.» — Об этом сообщил директор центра Сергей Воронов.

## Причина гибели транспорта «Коммунист»
Согласно источникам печати:
- Погиб 24.03.1942 г. во время шторма на переходе из Новороссийска в Севастополь, имея на борту 1878 т воинских грузов.[1] Дата гибели 24.03.1942 года — дата месяц спустя от ожидаемого дня прибытия в порт назначения Севастополь, как дата признания парохода пропавшим без вести. А в действительности пароход погиб в феврале (после 19 февраля).
- Пароход «Коммунист» торпедирован и затонул[33]
- «Корабль числится пропавшим без вести с 1942 года. Он следовал из Новороссийска в осаждённый Севастополь. Пароход вёз туда бронетехнику, артиллерийское вооружение, автомобили, а также разобранные по частям самолёты» — так писали в печати после обнаружения корабля на дне Чёрного моря в 2012 году.[35]

Зимой 1941—1942 годов штормы тоже могли внести свой вклад в немалые потери транспортов, работавших на коммуникации Новороссийск-Крым. До сих пор циркулируют различные версии гибели парохода «Коммунист», вышедшего из порта Новороссийск 19 февраля 1942 года и пропавшего без вести. Пропал и весь экипаж (34 человека) во главе с капитаном Л. Г. Кабаненко. Пишут лишь, что «Через несколько дней моряки парохода „Восток“, шедшего тем же курсом из Новороссийска в Севастополь, в открытом море заметили плавающие предметы судового снаряжения. Это были останки парохода „Коммунист“. Координаты этой морской катастрофы так и остались неизвестными». Одна из версий этой катастрофы — штормовая. Пароход, имевший полную вместимость 1943 брт, принял на борт 1878 т «разных воинских грузов» — под завязку. Другие источники уточняют — грузы были для ВВС (авиации). А подводные археологи, отыскавшие затонувший «Коммунист» на глубине 113 м и идентифицировавшие судно по особенностям конструкции, конкретизируют: пароход вёз в Севастополь бронетехнику, артиллерийское вооружение, автомобили, а также разобранные по частям самолёты. «Коммунист» де имел на палубе целый музей военной техники, подняв которую, можно сформировать великолепную экспозицию. Мешает подъёму только сильное течение, сносящее в сторону подводный робот «Софокл». Во время шторма плохо закреплённая бронетехника могла погубить судно, к тому же старое и немощное (максимальная скорость в 1941 г. — 6 узлов). «Коммунист», построенный в Великобритании в 1891 г., к выходу в последний рейс успел отметить полувековой юбилей и был значительно старше своего капитана — ростовчанина Луки Гавриловича Кабаненко, родившегося в 1906 г. Уже в 1920-е годы судно плохо переносило шторм. Красноречивое свидетельство этому оставил известный писатель-маринист А. С. Новиков-Прибой, написавший рассказ «„Коммунист“ в походе» по результатам одного шторма в Северном море. Удары волн отрывали части судна, возникали трещины в корпусе, и ещё тогда экипаж величал «Коммунист» «Наша горемычная коробка».
Годы, прошедшие до начала войны, не прибавили судну ни скорости, ни надёжности. Лишь огромные потери тоннажа на Чёрном море вынудили командование включить «Коммунист» в число транспортов ЧФ и отправить антикварный пароход в последний рейс. В шторм и без конвоя. Последнее важно, поскольку по другой версии судно было торпедировано.
Нередко цитируется письмо прокурора СССР по этому поводу: «Советские адмиралы так охраняли суда советского торгового флота, которые обслуживали нужды армии и самого ВМФ, что взвыли не только моряки торгового флота, но и прокурор СССР В. Бочков.» 23 марта 1942 г. он написал А. Микояну: «…С первых дней войны флот Черноморско-Азовского пароходства начал терпеть большие потери, которые в дальнейшем беспрерывно увеличиваются и создают реальную угрозу существованию флота этого пароходства вообще. Основная причина больших потерь флота — плохая организация охраны транспорта от нападений неприятеля с воздуха. Так, например, при осуществлении десантных операций в Керчи и Феодосии подверглись бомбёжке и затонули 12 транспортных судов, доставивших воинские части, боеприпасы и артиллерию в эти порты. Суда были оставлены военным командованием без всякого охранения и защиты. О фактах плохой охраны и гибели транспортных судов в феврале месяце доведено до сведения нач. Генерального штаба Маршала Советского Союза тов. Шапошникова и Народного Комиссара Военно-Морского Флота адмирала тов. Кузнецова. Однако и после этого суда продолжают гибнуть по тем же причинам. Так, например, 19 февраля с. г. из Новороссийска в Севастополь был направлен пароход „Коммунист“ с грузом ВВС без всякой охраны и конвоя. Пароход торпедирован и затонул».
А подводные археологи уверенно пишут: транспорт потопила авиация, его носовая часть повреждена. Но нельзя сбрасывать со счетов и возможность того, что «Коммунист» подорвался на мине — скорее всего, советского же оборонительного заграждения (в том числе сорвавшейся в шторм с минрепа и свободно плавающей). Так подорвался 13 февраля теплоход «Кубань», сумевший в тот раз удержаться на плаву и его отбуксировали в Новороссийск.

## Литературные произведения о пароходе «Коммунист»
Моряк и известный писатель Алексей Силыч Новиков-Прибой, который плавал на этом пароходе, написал рассказ «„КОММУНИСТ“ в походе».